# Hlásná Třebaň

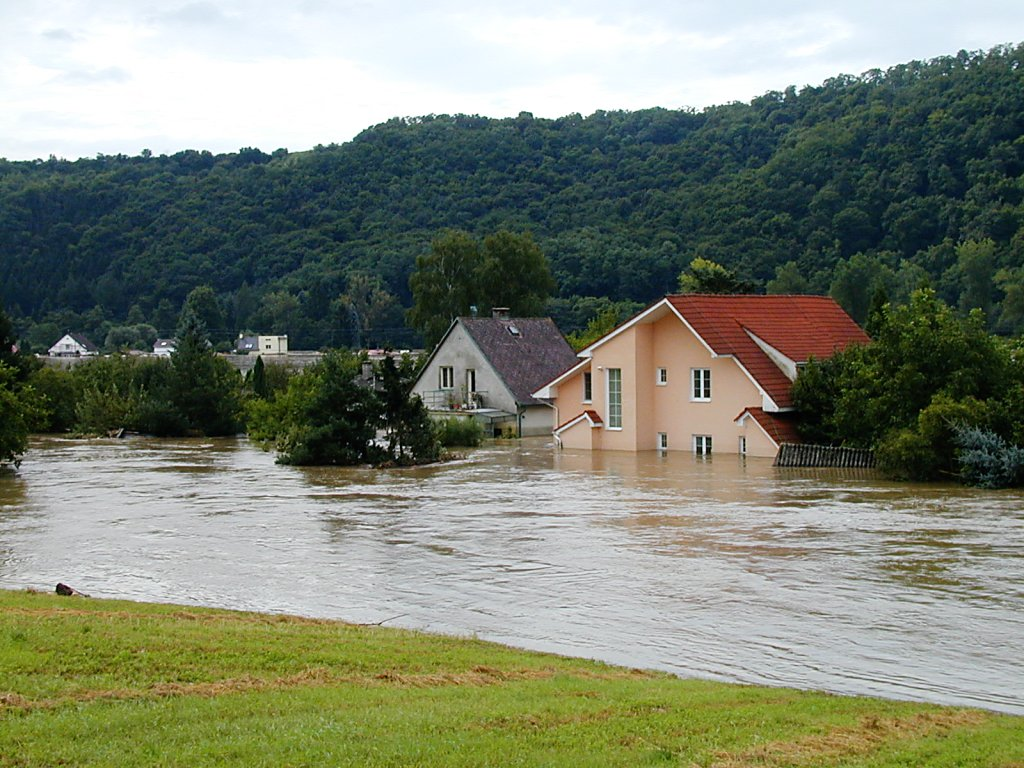
Überflutung von 2002

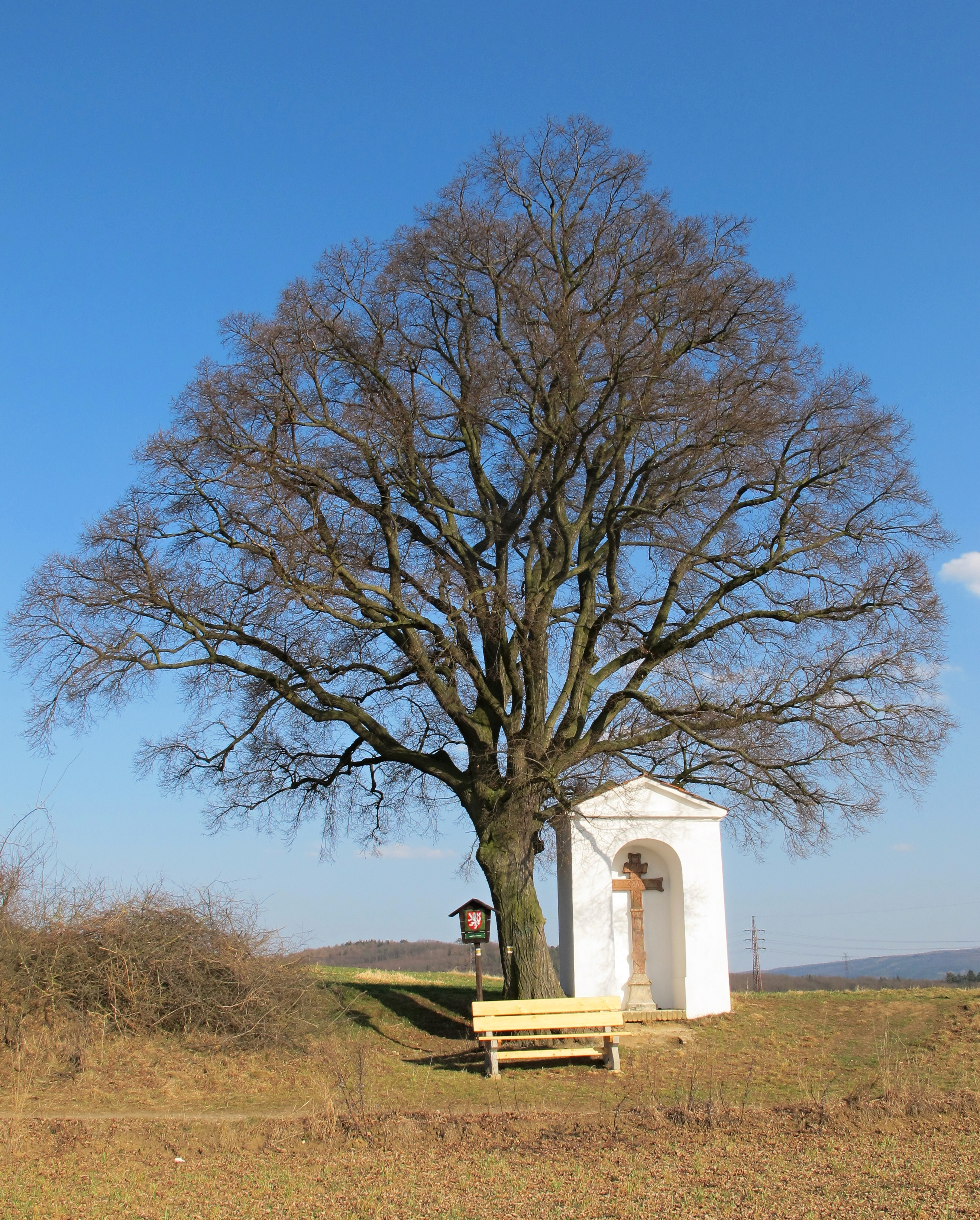
Linde und Nischenkapelle bei Hlásná Třebaň

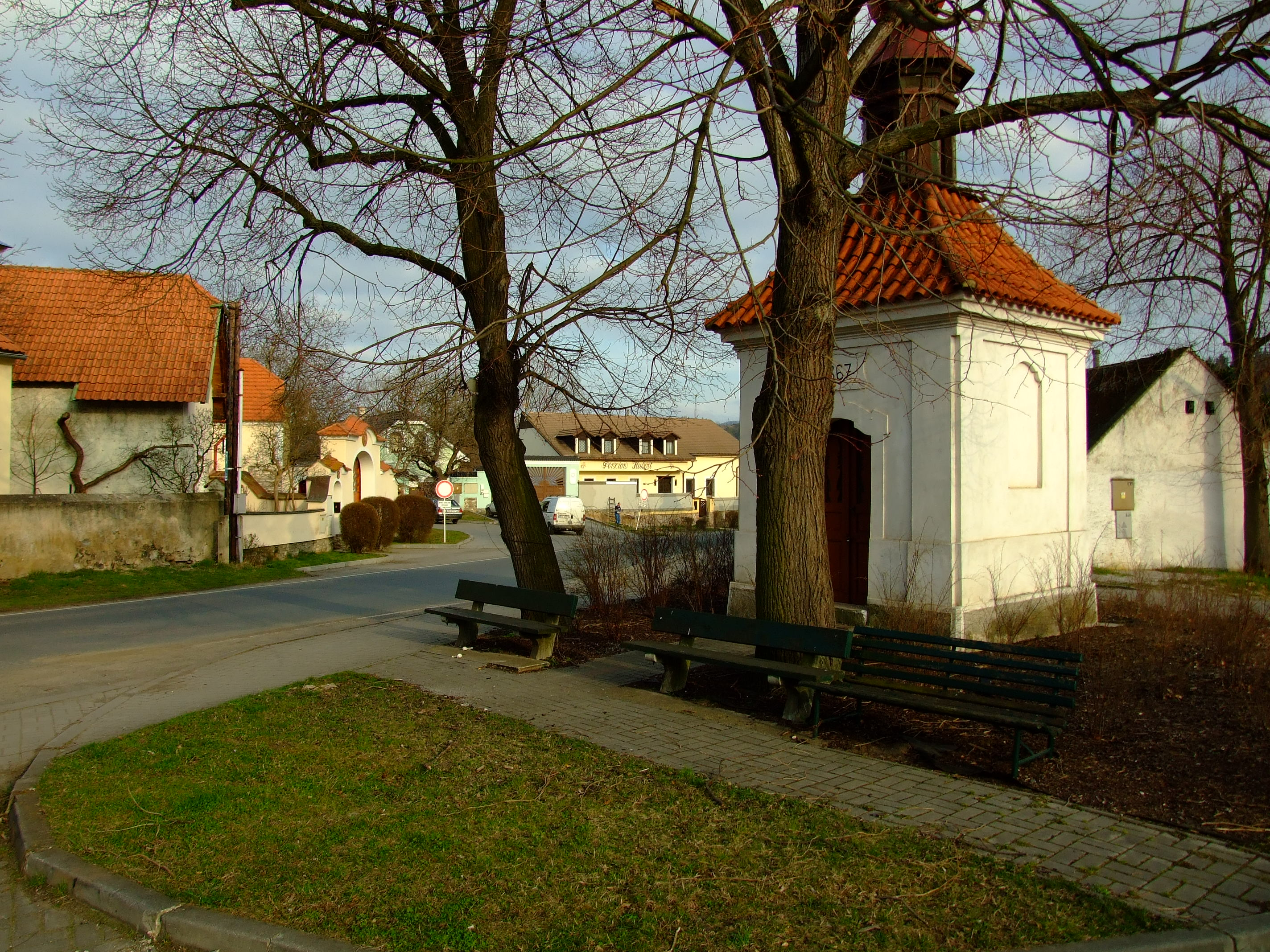
Kapelle am Dorfplatz

Hlásná Třebaň (deutsch Vorder Trebain) ist eine Gemeinde in Tschechien. Sie liegt elf Kilometer südöstlich von Beroun und gehört zum Okres Beroun.

## Geographie
Hlásná Třebaň befindet sich in der Karlštejnská vrchovina (Karlsteiner Hügelland) am linken Ufer der Berounka. Das Dorf liegt im Landschaftsschutzgebiet Český kras (Böhmischer Karst). Nördlich erheben sich der Plešivec (363 m) und die Haknová (402 m), im Nordosten der Políčko (360 m), südöstlich der Hvíždinec (476 m), im Süden der Vrážky (577 m) sowie westlich der Voškov (369 m). Am gegenüberliegenden Flussufer verläuft die Bahnstrecke Praha–Plzeň, zum Bahnhof Zadní Třebaň führt eine Fußgängerbrücke über den Fluss.
Nachbarorte sind Karlštejn und Mořina im Norden, Mořinka, Dolní Roblín, Roblín, V Chaloupkách und Karlík im Nordosten, Rovina und Černá Skála im Osten, Řevnice im Südosten, Zadní Třebaň, Vatina und Lhotka im Süden, Běleč, Liteň und Dolní Vlence im Südwesten, Korno und Krupná im Westen sowie Klučice und Poučník im Nordwesten.

## Geschichte
Archäologische Funde belegen eine Besiedlung des Gemeindegebietes während der Bronzezeit.
Die erste schriftliche Erwähnung des Dorfes erfolgte im Jahre 1000, als Herzog Boleslav III. dem Benediktinerkloster Insula neben mehreren Dörfern auch die Fischer in Dražová, Třebaň und Lahovice überließ. Nach der Errichtung der neuen Königsburg Karlstein kaufte Karl IV. im Jahre 1357 den Benediktinern einen Teil der beiderseits der Furt des Handelsweges von Mořina nach Hostomice gelegenen Siedlung Třebaň ab und schlug diesen der Burgherrschaft Karlstein zu. Nachfolgend wurde dieser näher an der Burg gelegene Teil der Siedlung als Přední Třebaň (Vorder-Třebaň) bezeichnet und der jenseits der Berounka befindliche Teil Zadní Třebaň (Hinter-Třebaň) genannt. Nachdem im Jahre 1550 auch Zadní Třebaň zur Herrschaft Karlstein gekommen war, entstand aus den besonderen Pflichten der Bewohner von Přední Třebaň, die als Fron Wach- und Warndienste auf der Burg Karlstein zu leisten hatten, bald die Bezeichnung Hlásná Třebaň. Seit 1651 ist in Hlásná Třebaň ein Richter nachweisbar. In der berní rula von 1657 sind für Hlásná Třebaň 17 Familien mit 91 Personen aufgeführt. 1775 erfolgte die Parzellierung des herrschaftlichen Hofes, dabei entstand die Siedlung Rovina. Der fruchtbare Boden am Gleithang einer Flussschleife eignete sich gut für die Landwirtschaft. Außerdem arbeiteten in Hlásná Třebaň mehrere Korbflechter.
Im Jahre 1846 bestand Vorder-Třebáň bzw. Předno-Třebáň, auch Hlasná-Třebáň aus 53 Häusern mit 402 Einwohnern. Im Ort gab es ein Wirtshaus. Abseits lag die aus 19 Häusern bestehende Dominikalsiedlung Rowin bzw. Rowina, in der sich ebenfalls ein Wirtshaus befand. Pfarrort war Řewnitz. Bis zur Mitte des 19. Jahrhunderts blieb das Dorf der k.k. Tafel-Herrschaft Karlstein im Berauner Kreis untertänig.
Nach der Aufhebung der Patrimonialherrschaften bildete Hlásná Třebaň / Vorder-Třebáň ab 1850 eine Gemeinde im Gerichtsbezirk Beroun. 1868 wurde die Gemeinde dem Bezirk Hořowitz zugeordnet. Beim Hochwasser in der Nacht vom 25. zum 26. Mai 1872 wurde das gesamte Dorf überflutet. Rovina wurde 1880 von Zadní Třebaň nach Hlásná Třebaň umgemeindet. Seit dem Ende des 19. Jahrhunderts wurde bis 1924 alternativ auch Přední Třebaň als amtlicher Ortsname verwendet. Bis zum Beginn des 20. Jahrhunderts blieb Hlásná Třebaň ein kleines bäuerliches Dorf. Der aufkommende Tourismus, insbesondere die Nähe zur Burg Karlštejn führten in den 1930er Jahren zur Entstehung von ersten Ferienhütten. Seit 1936 gehört Hlásná Třebaň zum Okres Beroun. 1980 hinterließ ein Hochwasser der Berounka schwere Schäden, im Jahr darauf folgte ein Jahrhunderthochwasser. Beim Hochwasser vom 12.–14. August 2002 versank der Ort erneut in den Fluten der Berounka, dabei standen 50 ha des Gemeindegebietes unter Wasser. Die Gesamtschäden wurden auf 53 Millionen Kronen geschätzt. Im Jahre 2006 bestand Hlásná Třebaň aus 285 Wohnhäusern mit 606 Einwohnern, von denen die meisten zur Arbeit in die umliegenden Städte pendeln. Die Landwirtschaft spielt nur noch eine geringe Rolle. Ein Großteil der Flussschleife wurde mit Ferienhütten bebaut, ebenso die Flussebene bei Rovina; insgesamt gibt es in Hlásná Třebaň 620 Erholungsobjekte.

## Gemeindegliederung
Die Gemeinde Hlásná Třebaň besteht aus den Ortsteilen Hlásná Třebaň (Vorder Trebain) und Rovina (Rowina).

## Sehenswürdigkeiten
- Kapelle auf dem Dorfplatz von Hlásná Třebaň
- Geschützte Winterlinde mit Nischenkapelle, nördlich von Hlásná Třebaň am Weg nach Karlštejn
- Mehrere Gehöfte mit Torbögen im Bauernbarockstil
- Kapelle in Rovina
- Bei Hlásná Třebaň befindet sich das einzige Vorkommen des Felsen-Gelbsterns (Gagea bohemica) im Böhmischen Karst